# هاتون ایچونا کونکا
هاتون ایچونا کونکا (به اسپانیایی: Hatun Ichhuna Kunka) یک کوه در پرو است که در Peru, Cusco Region, Puno Region واقع شده‌است. هاتون ایچونا کونکا ۵٬۰۰۰ متر بالاتر از سطح دریا واقع شده‌است.